# Lilian García
Lilian Annette Garcia, née le 19 août 1966 à Madrid (Espagne) est une chanteuse espagnole et une annonceuse de ring dans le monde du catch. Elle travaille actuellement à la World Wrestling Entertainment.

## Biographie
Elle est née à Madrid, Espagne.
Lilian a commencé à chanter à un âge précoce, et elle a commencé à participer à des concours de chant aux côtés de sa sœur dès l'âge de cinq ans, ainsi qu'au début de l'adolescence.
Puis sa famille déménagea en Caroline du sud, à Columbia plus exactement ; Lilian fit du karaoké à l'accueil dans la discothèque Nitelites Embassy Suites Hotel à Columbia, Caroline du Sud, et plus tard à West Columbia Ramada. Il lui arrive fréquemment d'entonner des hymnes nationaux et notamment l'hymne américain lors de matchs de différentes fédérations sportives telles que la MLB, NFL, NHL, et de  NBA.
Elle est également diplômée  de l'Université de Caroline du Sud.

## Carrière

### World Wrestling Federation/Entertainment (1999-2009)

#### Annonceuse de RAW (1999-2009)

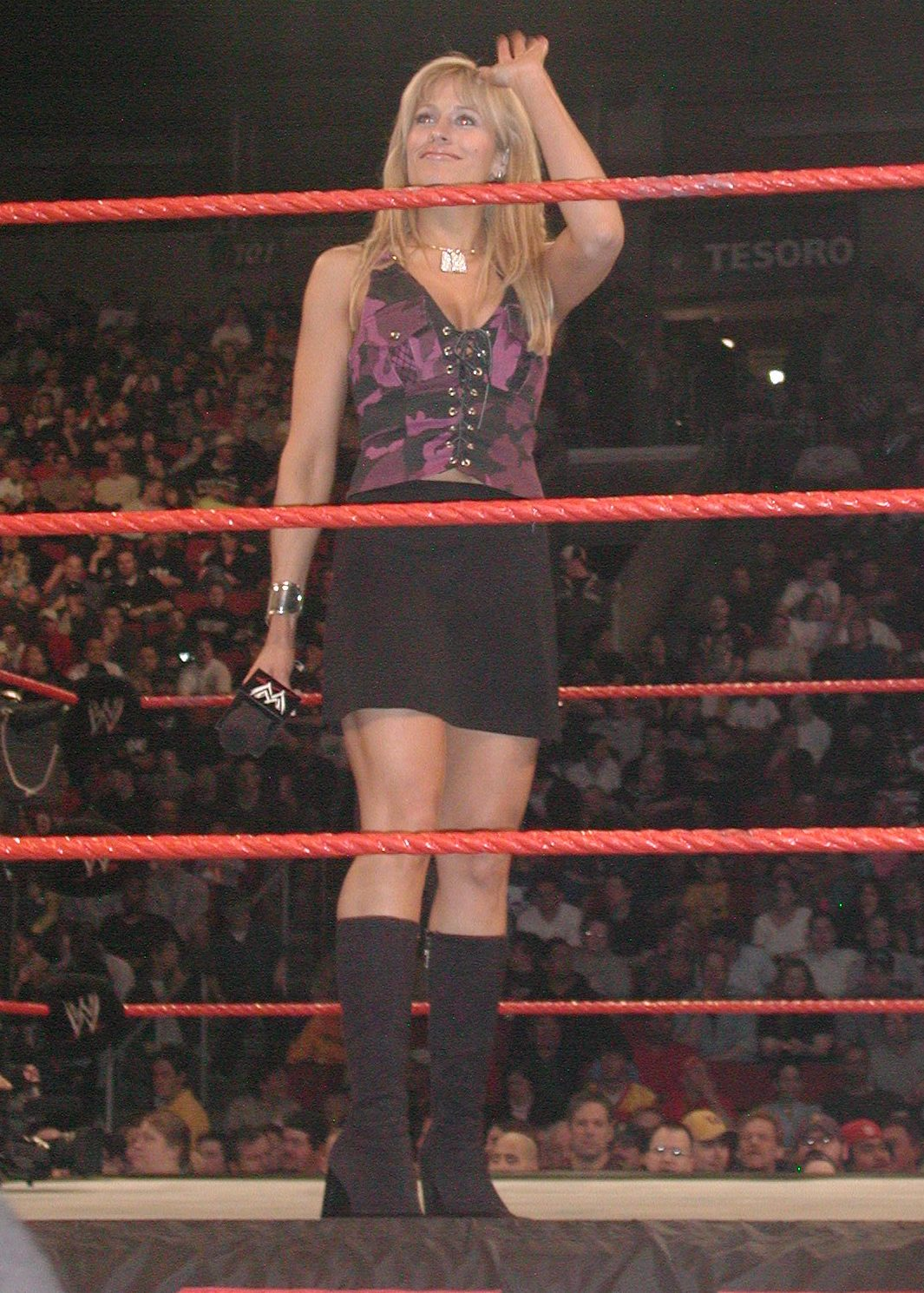
Lilian García a été annonceuse de ring de Raw de 1999 à 2009.

Elle débuta comme Annonceuse de ring au temps où RAW s'appelait RAW IS WAR, de 1999 à 2001, avant que celui ne devienne WWF Raw puis WWE Raw. Elle fut, en outre, la première annonceuse féminine à Wrestlemania.
Lilian García a été embauchée par la World Wrestling Federation en tant qu'annonceuse de ring en 1999 ; elle débuta le 23 août 1999 a RAW IS WAR.
Lilian a chanté à la WWF pour la première fois le 14 février 2000 dans un House Show et elle commença ensuite à chanter The Star-Spangled Banner lors de retransmissions télévisuelles.
Sa première performance a été télédiffusée le 2 avril 2000, où elle fit l'ouverture de WrestleMania 2000.
À la suite de l'attaque du 11 septembre, Lilian a chanté The Star-Spangled Banner le 13 septembre 2001 lors de Smackdown! ; elle reçut une belle ovation de la part du public.
À la suite des attentats du 11 septembre 2001 RAW IS WAR devient WWF RAW.
À la mi-2002, Lilian García eut une brève rivalité avec Howard Finkel qui était également annonceur de ring à la WWF, les deux étant en concurrence pour ce poste.
En 2005, elle devient la première annonceuse féminine de l'histoire à WrestleMania, remplaçant ainsi Howard Finkel.
En juin 2005, Lilian commença une romance à l'écran avec le lutteur Viscera. Elle déclara qu'elle voulait se marier au cours du  pay-per-view Vengeance le 25 juin 2005. L'angle prit fin à Vengeance quand Viscera fut rejeté par Lilian en faveur de The Godfather's "Os".
L'angle a été brièvement ressuscité onze mois plus tard lorsque Viscera proposa à Lilian de se marier dans l'épisode de Raw du 22 mai 2006, mais Viscera fut interrompu par Umaga avant de recevoir une réponse. 
Lilian Garcia a pris part à sa première grande Diva publication en 2005 avec la publication du magazine Divas 2005 de maillots de bain et des DVD Viva Las Divas de la WWE. La seconde publication fut la sortie de WWE Divas Do San Antonio, lieu du Royal Rumble de l'époque.

#### Départ (2009)
Le 21 septembre 2009, elle fait ses adieux à Raw et à la WWE, quittant l'entreprise dès la fin du show.

### Apparitions occasionnelles (2009-2011)
Le 19 avril 2010, elle revient à la WWE, le temps d'un Raw, remplaçant Justin Roberts, bloqué au Royaume-Uni à cause de l'éruption volcanique de l'Eyjafjöll. Le 2 mai 2011, elle fait son retour à Raw à l'occasion de l'anniversaire de The Rock. Elle est également présente pour chanter l'hymne américain à la mémoire des victimes des attentats du 11 septembre 2001, à la suite de l'annonce de la mort de Ben Laden.

### Retour à la World Wrestling Entertainment (2011-2016)

#### Annonceuse à RAW et à SmackDown puis RAW (2011-2016)
Le 9 décembre 2011, elle fait son retour à la WWE à SmackDown.
En octobre 2012, elle a un accident de voiture, mais son état n'est pas critique. Elle sera de retour deux mois plus tard, en décembre.
Début août 2016, elle annonce via sa page Facebook qu'elle quitte la WWE pour être aux côtés de son père gravement malade (cancer).
Le 6 avril 2018, elle intronise   Ivory au Hall of Fame de la WWE.

### Retour à la World Wrestling Entertainment (2024-…)
Lors du Raw du 21 octobre 2024, elle effectue son retour à temps plein au sein de la compagnie en tant qu’annonceuse.

## Vie privée
Garcia est une fervente chrétienne. Elle a été mariée pendant treize ans, mais a divorcé. Elle a épousé son second mari, Christopher Jozeph, le 28 septembre 2009.
Le 17 mars 2007, Garcia s'est tordu le genou dans une neige abondante alors qu'elle skiait à Killington, dans le Vermont, subissant une déchirure du ligament croisé antérieur. Elle a subi une intervention chirurgicale sur son genou le 5 avril 2007 à New York sous la direction d'Armin Tehrany et est revenue à Raw le 2 juillet.
Le 6 novembre 2009, Garcia a failli être volée lors de la parade de la série mondiale 2009 des Yankees de New York. Elle a déclaré qu'un "gamin punk" s'est approché d'elle et a essayé de voler son téléphone. Lorsque Garcia n'a pas voulu lâcher le téléphone, l'agresseur l'a jetée au sol et s'est enfui. Garcia a subi une éraflure au coude.
Le 26 octobre 2012, Garcia a été heurtée par une voiture à Los Angeles, provoquant de multiples contusions et lacérations sur le côté gauche de son corps. Les médecins ont immobilisé le cou de Garcia, après quoi elle a été déclarée dans un état stable. Elle est sortie de l'hôpital deux jours plus tard.
Le 11 avril 2022, Garcia a demandé le divorce à Christopher Jozeph.
Garcia attribue à la catcheuse Molly Holly le mérite de l'avoir reconnectée à Dieu.

## Discographie
- 2007 : Quiero Vivir